# Prima Divisione Abruzzo 1950-1951
La Prima Divisione fu il massimo campionato regionale di calcio disputato negli Abruzzi nella stagione 1950-1951.

## Girone A

### Squadre partecipanti
| Squadra                             | Città (provincia)             | Stagione precedente |
| ----------------------------------- | ----------------------------- | ------------------- |
| A.S. L'Aquila (B = riserve)         | L'Aquila                      |                     |
| G.S. Bussi                          | Bussi sul Tirino (PE)         |                     |
| Excelsior Tagliacozzo               | Tagliacozzo (AQ)              |                     |
| G.S. Dopolavoro Ferrovieri          | Sulmona (AQ)                  |                     |
| Pol. Forza e Coraggio (B = riserve) | Avezzano (AQ)                 |                     |
| A.S. Penne                          | Penne (PE)                    |                     |
| A.S. Pescara (B = riserve)          | Pescara                       |                     |
| A.C. Popoli                         | Popoli (PE)                   |                     |
| U.S. Pro Ursus                      | Pescara                       |                     |
| San Demetrio                        | San Demetrio ne' Vestini (AQ) |                     |
| S.S. Sulmona (B = riserve)          | Sulmona (AQ)                  |                     |

### Classifica finale
|  | Pos. | Squadra               | Pt | G  | V | N | P | GF | GS | DR |
|  | ---- | --------------------- | -- | -- | - | - | - | -- | -- | -- |
|  | 1.   | Popoli                | ?? | 20 |   |   |   |    |    |    |
|  | 2.   | Excelsior Tagliacozzo | ?? | 20 |   |   |   |    |    |    |
|  | 3.   | ???                   | ?? | 20 |   |   |   |    |    |    |
|  | 4.   | ???                   | ?? | 20 |   |   |   |    |    |    |
|  | 5.   | ???                   | ?? | 20 |   |   |   |    |    |    |
|  | 6.   | ???                   | ?? | 20 |   |   |   |    |    |    |
|  | 7.   | ???                   | ?? | 20 |   |   |   |    |    |    |
|  | 8.   | ???                   | ?? | 20 |   |   |   |    |    |    |
|  | 9.   | ???                   | ?? | 20 |   |   |   |    |    |    |
|  | 10.  | ???                   | ?? | 20 |   |   |   |    |    |    |
|  | 11.  | ???                   | ?? | 20 |   |   |   |    |    |    |

Legenda:

      Ammesso alle finali.
Regolamento:
Due punti a vittoria, uno a pareggio, zero a sconfitta.
Pari merito in caso di pari punti.

## Girone B

### Squadre partecipanti
| Squadra                            | Città (provincia)         | Stagione precedente |
| ---------------------------------- | ------------------------- | ------------------- |
| Arielli                            | Arielli (CH)              |                     |
| S.S. Chieti (B = riserve)          | Chieti                    |                     |
| Freccia d'Oro                      | Giulianova (TE)           |                     |
| A.S. Mosciano                      | Mosciano Sant'Angelo (TE) |                     |
| Pol. Orsogna                       | Orsogna (CH)              |                     |
| Pollutrese                         | Pollutri (CH)             |                     |
| S.P. Roseto (B = riserve)          | Roseto degli Abruzzi (TE) |                     |
| Scerni                             | Scerni (CH)               |                     |
| S.S.Teramo (B = riserve)           | Teramo                    |                     |
| U.S. Termoli                       | Termoli (CB)              |                     |
| Val Vibrata-Nereto                 | Nereto (TE)               |                     |
| A.P. Virtus Lanciano (B = riserve) | Lanciano (CH)             |                     |

### Classifica finale
|  | Pos. | Squadra            | Pt | G  | V | N | P | GF | GS | DR |
|  | ---- | ------------------ | -- | -- | - | - | - | -- | -- | -- |
|  | 1.   | Freccia d'Oro      | 37 | 22 |   |   |   |    |    |    |
|  | 2.   | Termoli            | 32 | 22 |   |   |   |    |    |    |
|  | 3.   | Val Vibrata-Nereto | 28 | 22 |   |   |   |    |    |    |
|  | 4.   | Orsogna            | 25 | 22 |   |   |   |    |    |    |
|  | 4.   | Arielli            | 25 | 22 |   |   |   |    |    |    |
|  | 6.   | Chieti B           | 22 | 22 |   |   |   |    |    |    |
|  | 7.   | Mosciano           | 20 | 22 |   |   |   |    |    |    |
|  | 8.   | Roseto B           | 19 | 22 |   |   |   |    |    |    |
|  | 9.   | Pollutrese         | 17 | 22 |   |   |   |    |    |    |
|  | 10.  | Virtus Lanciano B  | 15 | 22 |   |   |   |    |    |    |
|  | 11.  | Teramo B           | 13 | 22 |   |   |   |    |    |    |
|  | 12.  | Scerni             | 9  | 22 |   |   |   |    |    |    |

Legenda:

      Ammesso alle finali.
Regolamento:
Due punti a vittoria, uno a pareggio, zero a sconfitta.
Pari merito in caso di pari punti.

## Finale

### Squadre ammesse
- Freccia d'Oro
- Termoli
- Excelsior Tagliacozzo
- Popoli

### Classifica
|  | Pos. | Squadra | Pt | G | V | N | P | GF | GS | DR |
|  | ---- | ------- | -- | - | - | - | - | -- | -- | -- |
|  | 1.   | Termoli | ?? | 6 |   |   |   |    |    |    |
|  | 2.   | ???     | ?? | 6 |   |   |   |    |    |    |
|  | 3.   | ???     | ?? | 6 |   |   |   |    |    |    |
|  | 4.   | ???     | ?? | 6 |   |   |   |    |    |    |

Legenda:

      Promosso in Promozione 1951-1952.
Regolamento:
Due punti a vittoria, uno a pareggio, zero a sconfitta.

### Giornali
- Archivio della Gazzetta dello Sport, stagione 1950-51, consultabile presso le Biblioteche:
  - Biblioteca Nazionale Braidense di Milano,
  - Biblioteca Nazionale Centrale di Firenze,
  - Biblioteca Nazionale Centrale di Roma,
  - Biblioteca Civica Berio di Genova,
  - e presso Emeroteca del C.O.N.I. di Roma (non è online ma è da consultare in sede).

### Libri
- Leone Boccali, Almanacco illustrato del calcio 1951, Milano-Roma, Rizzoli Editore, dicembre 1950.
- C.M. Conte, W. De Berardinis, S. Galantini, Il calcio a Giulianova dalle origini al 1960, Paolo de Siena Editore.